# Chicago Film Critics Association Award per il miglior film
Il Chicago Film Critics Association Award per il miglior film (CFCA for Best Picture) è una categoria di premi assegnata dalla Chicago Film Critics Association, per il miglior film dell'anno.
A differenza di altri tipi di premi, essendo una categoria di primaria importanza, è stata consegnata ininterrottamente dal 1989 in poi.

## Vincitori e candidati
I vincitori sono indicati in grassetto.

### Anni 1980
- 1988
  - Mississippi Burning - Le radici dell'odio (Mississippi Burning), regia di Alan Parker
- 1989
  - Fa' la cosa giusta (Do the Right Thing), regia di Spike Lee

### Anni 1990
- 1990
  - Quei bravi ragazzi (Goodfellas), regia di Martin Scorsese
  - Balla coi lupi (Dances With Wolves), regia di Kevin Costner
  - Dormire con rabbia (To Sleep With Anger), regia di Charles Burnett
- 1991
  - Il silenzio degli innocenti (The Silence of the Lambs), regia di Jonathan Demme
  - Barton Fink - È successo a Hollywood (Barton Fink), regia di Joel ed Ethan Coen
  - La bella e la bestia (Beauty and the Beast), regia di Gary Trousdale e Kirk Wise
  - Boyz n the Hood - Strade violente (Boyz n the Hood), regia di John Singleton
  - Thelma & Louise, regia di Ridley Scott
- 1992
  - Malcolm X, regia di Spike Lee
- 1993
  - Schindler's List - La lista di Schindler (Schindler's List), regia di Steven Spielberg
- 1994
  - Hoop Dreams, regia di Steve James
- 1995
  - Apollo 13, regia di Ron Howard
  - Crumb, regia di Terry Zwigoff
  - Exotica, regia di Atom Egoyan
  - Heat - La sfida (Heat), regia di Michael Mann
  - Gli intrighi del potere - Nixon (Nixon), regia di Oliver Stone
- 1996
  - Fargo, regia di Joel Coen
  - Dead Man, regia di Jim Jarmusch
  - Larry Flynt - Oltre lo scandalo (The People vs. Larry Flynt), regia di Miloš Forman
  - Il paziente inglese (The English Patient), regia di Anthony Minghella
  - Segreti e bugie (Secrets & Lies), regia di Mike Leigh
- 1997
  - L.A. Confidential, regia di Curtis Hanson
  - Boogie Nights - L'altra Hollywood (Boogie Nights), regia di Paul Thomas Anderson
  - Il dolce domani (The Sweet Hereafter), regia di Atom Egoyan
  - Qualcosa è cambiato (As Good as It Gets), regia di James L. Brooks
  - Titanic, regia di James Cameron
- 1998
  - Salvate il soldato Ryan (Saving Private Ryan), regia di Steven Spielberg
  - The Butcher Boy, regia di Neil Jordan
  - Shakespeare in Love, regia di John Madden
  - La sottile linea rossa (The Thin Red Line), regia di Terrence Malick
  - The Truman Show, regia di Peter Weir
  - La vita è bella, regia di Roberto Benigni
- 1999
  - American Beauty, regia di Sam Mendes
  - Essere John Malkovich (Being John Malkovich), regia di Spike Jonze
  - Insider - Dietro la verità (The Insider), regia di Michael Mann
  - Magnolia, regia di Paul Thomas Anderson
  - Una storia vera (The Straight Story), regia di David Lynch

### Anni 2000
- 2000
  - Quasi famosi (Almost Famous), regia di Cameron Crowe
  - Conta su di me (You Can Count on Me), regia di Kenneth Lonergan
  - La tigre e il dragone (Wòhǔ Cánglóng), regia di Ang Lee
  - Traffic, regia di Steven Soderbergh
  - Wonder Boys, regia di Curtis Hanson
- 2001
  - Mulholland Drive (Mulholland Dr.), regia di David Lynch
  - A Beautiful Mind, regia di Ron Howard
  - In the Bedroom, regia di Todd Field
  - Il Signore degli Anelli - La Compagnia dell'Anello (The Lord of the Rings: The Fellowship of the Ring), regia di Peter Jackson
  - Waking Life, regia di Richard Linklater
- 2002
  - Lontano dal paradiso (Far from Heaven), regia di Todd Haynes
  - A proposito di Schmidt (About Schmidt), regia di Alexander Payne
  - Il ladro di orchidee (Adaptation.), regia di Spike Jonze
  - Il pianista (The Pianist), regia di Roman Polański
  - Il Signore degli Anelli - Le due torri (The Lord of the Rings: The Two Towers), regia di Peter Jackson
- 2003
  - Il Signore degli Anelli - Il ritorno del re (The Lord of the Rings: The Return of the King), regia di Peter Jackson
  - Alla ricerca di Nemo (Finding Nemo), regia di Andrew Stanton
  - American Splendor, regia di Shari Springer Berman e Robert Pulcini
  - Lost in Translation - L'amore tradotto (Lost in Translation), regia di Sofia Coppola
  - Mystic River, regia di Clint Eastwood
- 2004
  - Sideways - In viaggio con Jack (Sideways), regia di Alexander Payne
- 2005
  - Crash - Contatto fisico (Crash), regia di Paul Haggis
  - Good Night, and Good Luck., regia di George Clooney
  - A History of Violence, regia di David Cronenberg
  - King Kong, regia di Peter Jackson
  - I segreti di Brokeback Mountain (Brokeback Mountain), regia di Ang Lee
- 2006
  - The Departed - Il bene e il male (The Departed), regia di Martin Scorsese
  - Babel, regia di Alejandro González Iñárritu
  - Little Miss Sunshine, regia di Jonathan Dayton e Valerie Faris
  - The Queen - La regina (The Queen), regia di Stephen Frears
  - United 93, regia di Paul Greengrass
- 2007
  - Non è un paese per vecchi (No Country for Old Men), regia di Joel ed Ethan Coen
  - Into the Wild - Nelle terre selvagge (Into the Wild), regia di Sean Penn
  - Michael Clayton (Michael Clayton), regia di Tony Gilroy
  - Once (Una volta) (Once), regia di John Carney
  - Il petroliere (There Will Be Blood), regia di Paul Thomas Anderson
- 2008
  - WALL•E, regia di Andrew Stanton
  - Il cavaliere oscuro (The Dark Knight), regia di Christopher Nolan
  - Il curioso caso di Benjamin Button (The Curious Case of Benjamin Button), regia di David Fincher
  - Milk, regia di Gus Van Sant
  - The Millionaire (Slumdog Millionaire), regia di Danny Boyle
- 2009
  - The Hurt Locker, regia di Kathryn Bigelow
  - Bastardi senza gloria (Inglourious Basterds), regia di Quentin Tarantino
  - Nel paese delle creature selvagge (Where the Wild Things Are), regia di Spike Jonze
  - A Serious Man, regia di Joel ed Ethan Coen
  - Up, regia di Pete Docter e Bob Peterson

### Anni 2010
- 2010
  - The Social Network, regia di David Fincher
  - Il cigno nero (Black Swan), regia di Darren Aronofsky
  - Il discorso del re (The King's Speech), regia di Tom Hooper
  - Un gelido inverno (Winter's Bone), regia di Debra Granik
  - Inception, regia di Christopher Nolan
- 2011
  - The Tree of Life, regia di Terrence Malick
  - The Artist, regia di Michel Hazanavicius
  - Drive, regia di Nicolas Winding Refn
  - Paradiso amaro (The Descendants), regia di Alexander Payne
  - Hugo Cabret (Hugo), regia di Martin Scorsese
- 2012
  - Zero Dark Thirty, regia di Kathryn Bigelow
  - Argo, regia di Ben Affleck
  - Lincoln, regia di Steven Spielberg
  - The Master, regia di Paul Thomas Anderson.
  - Re della terra selvaggia (Beasts of the Southern Wild), regia di Benh Zeitlin
- 2013
  - 12 anni schiavo (12 Years a Slave), regia di Steve McQueen
  - American Hustle - L'apparenza inganna (American Hustle), regia di David O. Russell
  - A proposito di Davis (Inside Llewyn Davis), regia di Joel ed Ethan Coen
  - Gravity, regia di Alfonso Cuarón
  - Lei (Her), regia di Spike Jonze
- 2014
  - Boyhood, regia di Richard Linklater
  - Birdman, regia di Alejandro González Iñárritu
  - Grand Budapest Hotel (The Grand Budapest Hotel), regia di Wes Anderson
  - Whiplash, regia di Damien Chazelle
  - Under the Skin, regia di Jonathan Glazer
- 2015
  - Mad Max: Fury Road, regia di George Miller
  - Carol, regia di Todd Haynes
  - Il caso Spotlight (Spotlight), regia di Tom McCarthy
  - Inside Out, regia di Pete Docter
  - Revenant - Redivivo (The Revenant), regia di Alejandro González Iñárritu
- 2016
  - Moonlight, regia di Barry Jenkins
  - Jackie, regia di Pablo Larraín
  - La La Land, regia di Damien Chazelle
  - Mademoiselle (Agassi), regia di Park Chan-wook
  - Manchester by the Sea, regia di Kenneth Lonergan
- 2017
  - Lady Bird, regia di Greta Gerwig
  - Chiamami col tuo nome (Call Me by Your Name), regia di Luca Guadagnino
  - Dunkirk, regia di Christopher Nolan
  - La forma dell'acqua - The Shape of Water (The Shape of Water), regia di Guillermo del Toro
  - Tre manifesti a Ebbing, Missouri (Three Billboards Outside Ebbing, Missouri), regia di Martin McDonagh
- 2018
  - Roma, regia di Alfonso Cuarón
  - La favorita (The Favourite), regia di Yorgos Lanthimos
  - First Reformed - La creazione a rischio (First Reformed), regia di Paul Schrader
  - Hereditary - Le radici del male (Hereditary), regia di Ari Aster
  - A Star Is Born, regia di Bradley Cooper
- 2019
  - Parasite (Gisaengchung), regia di Bong Joon-ho
  - C'era una volta a... Hollywood (Once Upon a Time... in Hollywood), regia di Quentin Tarantino
  - The Irishman, regia di Martin Scorsese
  - Piccole donne (Little Women), regia di Greta Gerwig
  - Storia di un matrimonio (Marriage Story), regia di Noah Baumbach

### Anni 2020
- 2020[1][2]
  - Nomadland, regia di Chloé Zhao
  - Da 5 Bloods - Come fratelli (Da 5 Bloods), regia di Spike Lee
  - Una donna promettente (Promising Young Woman), regia di Emerald Fennell
  - First Cow, regia di Kelly Reichardt
  - Lovers Rock, regia di Steve McQueen
- 2021[3][4]
  - Il potere del cane (The Power of the Dog), regia di Jane Campion
  - Drive My Car (Doraibu mai kā), regia di Ryūsuke Hamaguchi
  - Sir Gawain e il Cavaliere Verde (The Green Knight), regia di David Lowery
  - Licorice Pizza, regia di Paul Thomas Anderson
  - West Side Story, regia di Steven Spielberg
- 2022[5][6]
  - Gli spiriti dell'isola (The Banshees of Inisherin), regia di Martin McDonagh
  - Aftersun, regia di Charlotte Wells
  - Decision to Leave (헤어질 결심), regia di Park Chan-wook
  - Everything Everywhere All at Once, regia di Daniel Kwan e Daniel Scheinert
  - Tár, regia di Todd Field
- 2023[7][8]
  - Killers of the Flower Moon, regia di Martin Scorsese
  - Barbie, regia di Greta Gerwig
  - Povere creature! (Poor Things), regia di Yorgos Lanthimos
  - Oppenheimer, regia di Christopher Nolan
  - May December, regia di Todd Haynes
- 2024[9]
  - The Brutalist, regia di Brady Corbet
  - Anora, regia di Sean Baker
  - Furiosa: A Mad Max Saga, regia di George Miller
  - Ho visto la TV brillare (I Saw the TV Glow), regia di Jane Schoenbrun
  - Nickel Boys, regia di RaMell Ross
  - The Substance, regia di Coralie Fargeat